# Ая (Іспанія)
Ая (баск. Aia (офіційна назва), ісп. Aya) — муніципалітет в Іспанії, у складі автономної спільноти Країна Басків, у провінції Гіпускоа. Населення — 1958 осіб (2009).
Муніципалітет розташований на відстані близько 340 км на північ від Мадрида, 16 км на південний захід від Сан-Себастьяна.
На території муніципалітету розташовані такі населені пункти: (дані про населення за 2009 рік)
- Альцола: 12 осіб
- Андаца: 247 осіб
- Ая: 566 осіб
- Елькано: 104 особи
- Іруретаегія: 118 осіб
- Лаургайн: 72 особи
- Оласкоегія: 235 осіб
- Сантіо-Еррека: 243 особи
- Урданета: 84 особи
- Аррутіегія: 87 осіб
- Ечетабалья: 37 осіб
- Курпідеа: 64 особи
- Арратола-Альдеа: 89 осіб
- Убегун-Індустрігунеа: 0 осіб

## Демографія
Динаміка населення (INE ):

## Галерея зображень

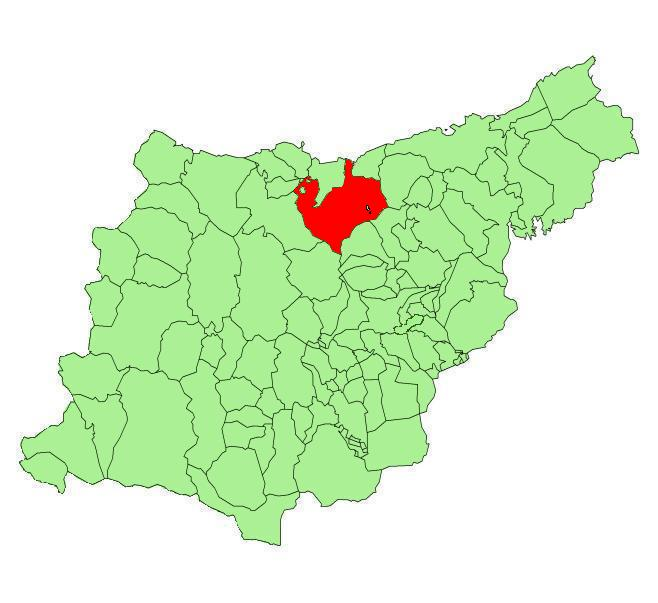
Розташування муніципалітету
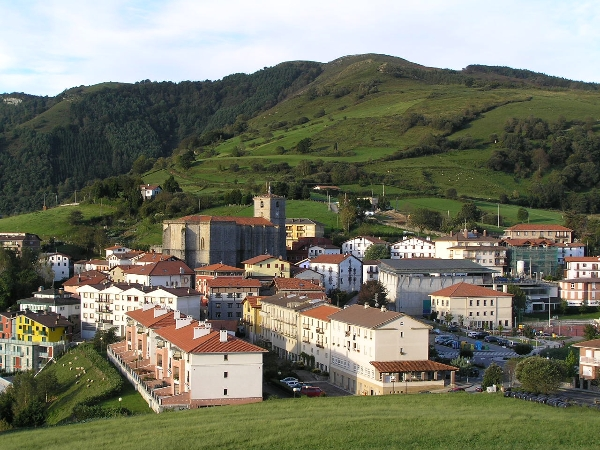
Ая